# Emblyna brevidens
Emblyna brevidens är en spindelart som först beskrevs av Kulczynski 1897.  Emblyna brevidens ingår i släktet Emblyna och familjen kardarspindlar. Enligt den finländska rödlistan är arten nära hotad i Finland. Artens livsmiljö är fuktiga gräsmarker, dikesrenar. Inga underarter finns listade i Catalogue of Life.